# Anna Carina
Anna Carina Copello Hora (Lima, 14 de agosto de 1981), conocida simplemente como Anna Carina, es una cantante, compositora, actriz y presentadora peruana.
Fue ganadora en los premios MTV EMA 2013 como «mejor artista latinoamericana».
Fue entrenadora de la primera, segunda y ganadora de la tercera temporada de La voz Kids.
Después de trabajar de manera independiente por mayor parte de su carrera, en 2018 firmó un acuerdo de distribución con Sony Music Latin.

## Biografía
Estudió en el Colegio Villa María y luego siguió la carrera de Publicidad en la UPC. Es hermana de la animadora infantil María Pía Copello. 
Anna Carina participó en el exitoso programa infantil Nubeluz, durante 5 años, y colaboró con sus composiciones en diferentes campañas solidarias realizadas en el Perú. Seguidamente representó al Perú en el Festival de Viña del Mar y en el Festival OTI de la Canción, resultando en ambos finalista. En el año 2002, Anna Carina lanzó al mercado su primer álbum en solitario, que llevó por título Algo Personal, un disco con 14 composiciones.
El disco tuvo una vida corta y Anna Carina debió ausentarse de los escenarios por un par de años, en ese período se dedicó a componer temas para el programa infantil María Pía y Timoteo.
En 2003, Anna Carina empezó a laborar en el concepto del segundo disco. Paralelamente le llegó la oportunidad de ser VJ en el canal musical OK TV, una experiencia que le permitió estar al tanto de las novedades musicales. Posteriormente interpretó serie de mezclas de villancicos, cuyos extractos se compartieron en foros de Internet.
Anna Carina lanzó el disco Espiral en 2005, que contiene 10 temas, de sólo dos vertientes, a diferencia del anterior, y solo temas de pop y rock.
Carina concursó en el reality show de baile y canto El show de los sueños: amigos del alma conducido por Gisela Valcárcel , donde resultó ganadora tras tres meses de competencia. Gracias a ello clasificó a la última temporada llamada Reyes del show, donde quedó en segundo lugar.
En enero de 2011, presentó el espectáculo Voces Asia los 80's junto a otros artistas. A inicios del año siguiente presentó un espectáculos similar, Voces de Película.
El 14 de julio de 2010, Anna Carina informó de su nuevo álbum AnnaCarinaPop así con el nombre que tiene por título predomina el pop con algunas fusiones de distintos ritmos inspirados en los 80. El álbum salió a la venta el 15 de junio de 2010, el primer sencillo es el tema «Cielo sin luz», asimismo en marzo se anunció el segundo sencillo del disco el cual lleva por título "Ya fue demasiado".
Luego a fines del 2010 se lanzó su tercer sencillo "Dime si esto es amor", convirtiéndose en un éxito rápidamente, al pertenecer a la banda sonora de la telenovela Mi corazón insiste de Telemundo. En noviembre de 2010, participó en el espectáculo infantil ¡Grántico, pálmani, zum!, en el marco del vigésimo aniversario de Nubeluz.
A inicios de 2011, su sencillo "Cielo sin luz" ganó la categoría "Canción del Año" de los premios de "Radio Can". El 16 de abril Anna Carina fue invitada para abrir el concierto del cantante Chayanne en la ciudad de Arequipa.
El 3 de diciembre de 2011, fue invitada para cantar en la Teleton Ecuador. El 31 de marzo de 2012, se presentó en el Homenaje al Festival de Ancón. También lanzó su cuarto sencillo titulado "Me Cansé" con un videoclip con la participación especial de Pedro Suárez-Vértiz.
Entre mayo y julio de 2012, asumió brevemente la coconducción del reality show juvenil Desafío sin fronteras, que posteriormente pasó a llamarse Desafío. A mitad de año, Anna Carina fue convocada para presentarse en el escenario del "Teens Live Festival 2012", abriendo el concierto de las boybands Big Time Rush y The Wanted.
En diciembre del mismo año, el videoclip de "Me Cansé" obtuvo dos nominaciones en el Top-Música MTVLA. El 23 de diciembre, recibió el reconocimiento de Triple Platino por el disco Anna Carina y Diego Dibós cantan por Navidad, que grabó junto a Diego Dibós.
En agosto de 2013, la "Asociación Peruana de Autores y Compositores" del Perú publicó la lista de los peruanos prenominados a los Latin Grammy's en la que está incluida Anna Carina. En septiembre, Anna Carina lanzó su nuevo sencillo titulado "Me voy contigo", que obtuvo el primer lugar de ventas en iTunes Perú.
Anna Carina estuvo nominada en la categoría Mejor Artista Latinoamericano Centro de los MTV EMA 2013. Ganó la categoría y pasó a la siguiente: Mejor Artista Latinoamericano, junto a Paty Cantú, Airbag y Fresno.
Posteriormente, Anna Carina viajó a Miami para empezar las grabaciones de su nuevo álbum bajo la producción del colombiano Andrés Castro quien ha trabajado con Carlos Vives, Prince Royce, Thalia, entre otros. 
En enero de 2014 tuvo el cargo de entrenador en la versión peruana La voz Kids, que se emitió por Frecuencia Latina (hoy Latina Televisión). A finales del mes de febrero, Anna Carina lanza su nuevo sencillo titulado "Amándote", una bachata con toques de R&B, en colaboración con el cantante centroamericano Jandy Feliz, logrando liderar nuevamente las descargas en iTunes Perú.
En septiembre del 2014, Anna Carina estrena en conferencia de prensa su nuevo tema, Hipocresía, una nueva balada en colaboración con el cantante Mexicano Kalimba Marichal y nuevamente logra liderar las descargas en iTunes Perú.
Para el 2015, Anna Carina es convocada para nuevamente ser entrenador de la segunda temporada de La voz Kids emitido por Latina y es elegida para abrir la presentación de Romeo santos en la ciudad de Lima. 
El 14 de mayo de 2015, Anna Carina anuncia el lanzamiento de su nuevo álbum titulado: "Sola y Bien Acompañada" vía redes sociales,  que cuenta con la participación de diversos artistas como: Jandy Feliz, el mexicano Kalimba, la agrupación colombiana Alkilados, la actriz y cantante Stephanie Cayo, el grupo portorriqueño Trébol Clan y el salsero Antonio Cartagena. Un disco lleno de fusiones, abarcando géneros como: pop, bachata, balada, salsa, urban y reagge pop. A las pocas horas de haber sido lanzado logró coronarse como el álbum más vendido, obteniendo el puesto N° 1 en descargas digitales en iTunes Perú. 
Asimismo anuncia vía redes sociales su segundo embarazo luego de 12 años de haber concebido a su primera hija. El 4 de septiembre nació su segundo hijo llamado Salvador Bebin Copello.
En enero el 2016 asume el rol de "Coach" en La voz Kids Tercera temporada transmitido por Latina y resulta ganadora de la temporada.
Para febrero de 2016 participa en el show por los 25 años del programa infantil Nubeluz en su recordado papel de Cindela.
En enero del 2017 conduce la Pretemporada de verano del programa Esto es guerra, junto al cantante y actor Erick Elera.
A mediados del 2017 inicia una gira de conciertos por las principales ciudades del Perú junto al cantautor nacional Gianmarco y el músico Marcelo Motta.
El primero de junio de 2018, Anna Carina estrena “Quiero Contigo”, tema de su autoría junto a Mario Cáceres, Ender Thomas y Wahin Pinto, compositores y productores de famosos y reconocidos cantantes como Maluma, Jennifer López, Marc Anthony, Enrique Iglesias y muchos más.
En esta nueva propuesta de la mano de Sony Music Latin, Anna Carina explora por sonidos urbanos fusionados con toques de cumbia y aires de folclore latino, ingredientes que lograron posicionar la canción en el Top #1 de ventas en iTunes Perú.
En enero de 2019, la peruana presenta su nuevo sencillo bajo el nombre de “Callao” a través de sus redes sociales. En esta nueva propuesta, la cantante sigue apostando por el género urbano y lanzó ante sus miles de seguidores el video lyric de su nuevo tema.
“Callao” producida en Miami y compuesta por la cantante junto a Oscarcito, Dale Play y Antonio Barullo, reconocidos compositores de la industria musical logró posicionarse en el top #1 de ventas en iTunes Perú.
Para noviembre del mismo año, Anna Carina estrena su nueva canción “Dónde Están” que viene de la mano de la agrupación colombiana Chocquibtown, una canción con un fuerte mensaje de empoderamiento femenino y que fue escrita en Miami en compañía de Frank Santofimio, Ender Thomas y Manuel Larrad quienes se encargaron también de la producción del tema. El videoclip se realizó en Bogotá, Colombia, bajo la dirección de David Bohorquez junto a la productora 2 Wolves Films.
En abril del 2020 la peruana estrena vía redes sociales el videoclip de “Unidos”, una nueva canción compuesta por la misma Anna Carina, el productor Francisco Murias y el rapero Jaze. La letra del tema musical está inspirada en la crisis sanitaria mundial que se vive por el coronavirus. Poco después del lanzamiento de esta canción, la artista revela haber sido contagiada de COVID-19. 
El 2 de octubre del mismo año y luego de superar la COVID-19, la cantante peruana lanzó su nuevo sencillo dedicado al amor; "Dame tu cariño", una colaboración con el reconocido cantante Gusi, en donde la referencia al vallenato colombiano fusionado con pop urbano fueron plasmados por el renombrado productor musical Andrés Castro.
En 2024, Anna Carina realizó colaboraciones con Corazón Serrano Explosión de Iquitos.

## Discografía
- Compartir de Nubeluz (1994)
- Algo personal (2002)
- Espiral (2005)
- AnnaCarinaPop (2010)
- Anna Carina y Diego Dibós cantan por navidad (2011) 15 000 copias
- Anna Carina y Diego Dibós cantan por navidad (Reedición) (2012) 30 000 copias
- Sola y bien acompañada (2015) n. º1 en iTunes Perú

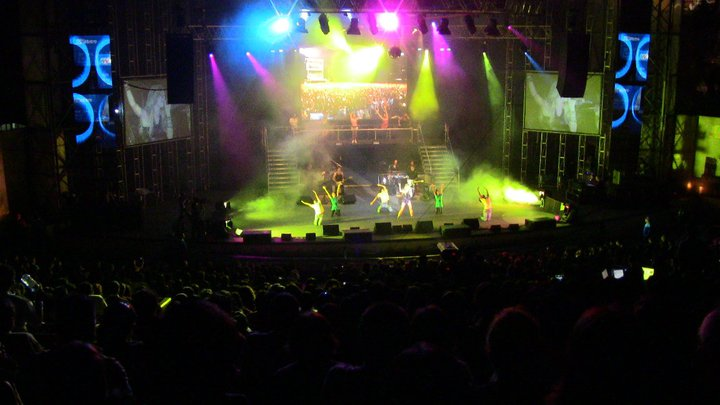
Anna Carina en concierto.

### Canciones
- "Loco Amor" (2002)
- "Dime" (2005)[22][23]
- "Más allá de ti" (2005)
- "Solo un segundo" (2005)
- "Cielo sin luz" (2010) #9 en Los 100 + pedidos del 2010 MTV LA Centro.
- "Ya fue demasiado" (2010)
- "Dime si esto es amor" (2011) #25 en Los Mejores Videos del 2011 MTV LA Centro.
- "Me cansé" (2012)
- "Me voy contigo" (2013) #1 en iTUNES Perú
- "Amándote" con Jandy Feliz (2014) #1 en iTUNES Perú[24]
- "Hipocresía" con Kalimba Marichal (2014) #1 en iTunes Perú
- "Quiero Contigo" (2018) #1 en iTunes Perú
- "Callao" (2019) #1 en iTunes Perú
- "Dónde Están" con ChocQuibTown (2019)
- "Dame tu cariño" con Gusi (2020)
- "Nocivo" (2021)

- "Aquí" con Shaw y Sandra Muente (2012)
- "Ya fue Demasiado (Remix)" (2011)
- "Me Cansé (Remix)" (2012)
- "Agua" con Julio Andrade (2012)
- "Cerca" con Diego Dibós (2013)
- "A los 40" con Diego Dibós (2014)[25]
- "Me Cansé" (Remix) (2012)
- "No te vayas Todavía" (Versión Especial) con Andrés Cepeda (2016)
- "Unidos" Jaze (2020)
- "Tu amor me duele" con Corazón Serrano (2024)[26]

### Giras
- Tour "Anna Carina & Diego Dibos cantan por Navidad" (2011 y 2012)
- Tour "A Los 40" (2014)
- Tour "Viva Perú" (2014)
- Tour "Sola y bien acompañada" (2015)
- Tour "Festival Claro" (2016)
- Tour "Conversemos" (2017)
- Tour "Revolución" (2019)

### Temas para telenovelas
- "Al compás del corazón" - María Emilia, querida (1999)
- "Dime si esto es amor" - Mi corazón insiste... en Lola Volcán (2011)
- "Más allá de ti" - Corazón de fuego (2011)
- "Solo tú" - Al fondo hay sitio (2012)

## Créditos
| Televisión   | Televisión                             | Televisión          | Televisión          |
| Año          | Título                                 | Rol                 | Notas               |
| ------------ | -------------------------------------- | ------------------- | ------------------- |
| 1991–96      | Nubeluz                                | Dicolina/Cíndela    |                     |
| 2004–05      | Elevador OKTV                          | Video jockey        |                     |
| 2009         | El show de los sueños: amigos del alma | Concursante         | Ganadora            |
| 2009         | El show de los sueños: reyes del show  | Concursante         | 2° puesto           |
| 2010         | Vidas extremas                         | Famosa              | 1 episodio          |
| 2011         | Habacilar: Canta si puedes             | Juez                |                     |
| 2012         | Desafío sin fronteras                  | Copresentadora      |                     |
| 2012         | Desafío                                | Copresentadora      |                     |
| 2012         | Yo soy                                 | Juez invitada       | Tercera temporada   |
| 2013         | La Voz Perú                            | Asesora invitada    |                     |
| 2014         | La voz Kids                            | Entrenador          |                     |
| 2015         | La voz Kids                            | Entrenador          |                     |
| 2015         | La Voz Perú                            | Entrenador invitada |                     |
| 2016         | La voz Kids                            | Entrenador          | Ganadora            |
| 2017         | Esto es Guerra                         | Presentadora        | Temporada de Verano |
| 2018         | Los 4 Finalistas                       | Juez                |                     |
| Espectáculos |                                        |                     |                     |
| Año          | Título                                 | Rol                 | Notas               |
| 2010         | ¡Grántico, pálmani, zum!               | Cíndela             | Show infantil       |
| 2010         | Voces Asia los 80's                    | Intérprete          |                     |
| 2011         | Voces de Película                      | Intérprete          |                     |
| 2016         | Nubeluz 25 años                        | Cíndela             | Show Infantil       |

## Premios y nominaciones
- Premios Luces

| Año  | Trabajo nominado | Categoría   | Resultado |
| ---- | ---------------- | ----------- | --------- |
| 2019 | Callao           | Hit del año | Nominada  |

- MTV EMA 2013

| Año  | Trabajo nominado | Categoría                                                             | Resultado |
| ---- | ---------------- | --------------------------------------------------------------------- | --------- |
| 2013 | Ella misma       | Mejor Artista Latinoamericano Centro (Best Latin América Central Act) | Ganadora  |
| 2013 | Ella misma       | Mejor Artista Latinoamericano (Best Latin American Act)               | Nominada  |

- MTV: Lo mejor de 2011

| Año  | Trabajo nominado | Categoría              | Resultado |
| ---- | ---------------- | ---------------------- | --------- |
| 2011 | Ella misma       | Artista Latino del año | Nominada  |

- Premios Orgullosamente Latino

| Año  | Categoría              | Nominación      | Resultado   |
| ---- | ---------------------- | --------------- | ----------- |
| 2010 | Solista Latina del Año | Ella misma      | Prenominada |
| 2010 | Video Latino del Año   | «Cielo sin luz» | Prenominada |
| 2010 | Disco Latino del Año   | AnnaCarinaPop   | Prenominada |
| 2010 | Canción Latina del Año | «Cielo sin luz» | Prenominada |

- Premios Radio CAN

| Año  | Trabajo nominado       | Categoría         | Resultado |
| ---- | ---------------------- | ----------------- | --------- |
| 2010 | «Cielo sin luz»        | Canción del Año   | Ganadora  |
| 2010 | «Cielo sin luz»        | Mejor Canción Pop | Nominada  |
| 2011 | «Dime si esto es Amor» | Canción del Año   | Nominada  |

- Premios Clarín de Argentina

| Año  | Trabajo nominado   | Categoría               | Resultado |
| ---- | ------------------ | ----------------------- | --------- |
| 2010 | «Ya fue Demasiado» | Mejor Videoclip del Año | Nominado  |

- Premios APDAYC

| Año  | Trabajo nominado | Categoría               | Resultado |
| ---- | ---------------- | ----------------------- | --------- |
| 2009 | Ella misma       | Mejor Artista/Grupo Pop | Nominada  |
| 2010 | Ella misma       | Mejor Artista Pop/Rock  | Nominada  |